# Memphis Grizzlies
Memphis Grizzlies er et amerikansk basketballhold fra Memphis, Tennessee, som spiller i vestrækken i den amerikanske NBA-turnering.
Grizzlies blev skabt i Vancouver, British Columbia i Canada i 1995, som et af to canadiske udvidelseshold i NBA-turneringen (det andet var Toronto Raptors). Grizzlies havde dog ikke meget succes i Vancouver og flyttede i 2001 til Memphis. I sæsonerne 2003-04, 2004-05 og 2005-06 var Grizzlies i play-off, men tabte alle tre gange med de maksimale fire kampe, til henholdsvis San Antonio, Phoenix og Dallas. Grizzlies har derfor stadigvæk deres første play-off-sejr til gode.
Memphis er det vesthold der ligger længst mod øst, og er samtidig Memphis' eneste store professionelle sportshold.

## Nuværende profiler
- Ja Morant
- Jaren Jackson Jr.
- Jonas Valančiūnas